# Arthur och Minimojerna
Arthur och Minimojerna, fransk animerad film från 2006.

## Handling
Arthurs morfar försvann för fyra år sedan och hans mormor riskerar nu att förlora huset. Det sägs att det finns en skatt i deras trädgård, men ingen har någonsin funnit den. Arthur letar igenom huset och hittar meddelanden från sin morfar som visar honom vägen till hans morfar. Hans morfar finns nere i den underjordiska minimoj-världen som Arthur måste ner i. Där får han träffa många andra minimojer som behöver hans hjälp för att besegra Den onde M som är ondskans kung. Arthur får sällskap av prinsessan Selenia och hennes bror Betamesh. De färdas genom skogar och floder, men de blir sedan fångade av Den onde M som ska straffa dem med döden. I fängelset träffar de Arthurs morfar som också ska straffas med döden. I en lång tunnel som snart fylls med vatten av Den onde M ska de dö. Men med en leksaksbil lyckas de fly och komma undan levande tillbaks till de andra minimojerna. Sedan ska Arthur tillbaka till människovärlden med sin morfar för att hjälpa Arthurs mormor. När de kommit upp så hjälper en av de minimojer som Arthur träffat i underjorden honom att hitta skatten som Den onde M har som tron. Arthur lyckas få tag på skatten och översvämma Den onde Ms palats. Sedan kan Arthurs familj betala räkningarna för deras hus. Tio månader efter detta ska Arthur tillbaka till minimojernas värld för att träffa de andra minimojerna igen.

## Om filmen
Filmen hade världspremiär i Frankrike den 29 november 2006 och svensk premiär den 2 februari 2007, åldersgränsen är 7 år.

## Rollista (urval)
- Freddie Highmore - Arthur
- Mia Farrow - mormor
- Penny Balfour - Arthurs mamma
- Doug Rand - Arthurs pappa

### Engelska röster
- Madonna och Selena Gomez i andre och tredje - prinsessan Selenia
- Jimmy Fallon - Betameche
- Robert De Niro - kungen
- Harvey Keitel - Miro
- Emilio Estevez - färjekarl
- Snoop Dogg - Max
- David Bowie - Maltazard
- Erik Per Sullivan - Mino
- David Suchet - berättare
- Jason Bateman - Darkos

### Franska röster
- Cartman - Bétamèche
- Mylène Farmer - prinsessan Selenia

### Tyska röster
- Bill Kaulitz - Arthur
- Nena - Prinsessan

## Musik i filmen
- Quest for Love
- Happy Birthday to You